# بالتاسار كورماكور
بالتاسار كورماكور (بالآيسلندية: Baltasar Kormákur)‏ ولد في 27 فبراير 1966، في ريكيافيك، آيسلندا هو مخرج، ممثل ومنتج سينمائي آيسلندي

## أفلامه كمخرج
- 101 ريكيافيك (2000)
- البحر (2002)
- رحلة صغيرة إلى الجنة (2005)
- مدينة البرطمانات (2006)
- ليلة الزفاف البيضاء (2008)
- إستنشق (2009)
- تهريب (2012)
- الأعماق (2012)
- مسدسان (2013)
- ايفرست

## أفلامه كممثل
- جزيرة الشيطان (1996)
- ملائكة الكون (2000)
- لا شيء من هذا القبيل (2001)
- أنا وموريسون (2001)
- ريكيافيك -روتردام (2008)

## وصلات خارجية
- بالتاسار كورماكور على موقع IMDb (الإنجليزية)
- بالتاسار كورماكور على موقع مونزينجر (الألمانية)
- بالتاسار كورماكور على موقع قاعدة بيانات الأفلام العربية
- بالتاسار كورماكور على موقع ألو سيني (الفرنسية)
- بالتاسار كورماكور على موقع تيرنر كلاسيك موفيز (الإنجليزية)
- بالتاسار كورماكور على موقع أول موفي (الإنجليزية)
- بالتاسار كورماكور على موقع بوكس أوفيس موجو (الإنجليزية)
- بالتاسار كورماكور على موقع قاعدة بيانات الأفلام السويدية (السويدية)
- بالتاسار كورماكور على موقع قاعدة بيانات الفيلم (الإنجليزية)
- بالتاسار كورماكور على موقع كينوبويسك (الروسية)